# 淮南经济技术开发区
淮南经济技术开发区是位于中华人民共和国安徽省淮南市大通区的一个开发区。始建于1988年，1993年经安徽省人民政府批准为省级开发区。2013年3月经国务院批准升级为国家级经济技术开发区，是皖北地区首家国家级经济技术开发区。
淮南经开区位于淮南市东部新区。
2024年1月，淮南经济技术开发区的提质增效获评2023年度全国专项创新案例。

## 行政区划
下辖以下地区：
淮南经济技术开发区虚拟社区。